# Humbert
För andra betydelser, se Humbert (olika betydelser).
Humbert (latiniserat Humbertus) är ett mansnamn. Det är skapat av de germanska orden hun (”krigare”) and beraht (”ljus”). Det har också kommit att användas som efternamn. Varianter av namnet är Hunbert och Emebert (Emebertus). Av Humbert har också bildats det italienska namnet Umberto samt det spanska och portugisiska  Humberto.

## Förnamn
- Emebert av Cambrai (död 710), biskop av Cambrai.
- Humbert av Maroilles (före 652–680), frankisk kyrkoman och helgon.
- Humbert av Würzburg (död 842), biskop av Würzburg.
- Humbert I av Savojen (980–1047 eller 1048), greve av Savojen 1032–1047/1048.
- Humbert av Silva Candida (1015–1061), fransk kyrkoman.
- Humbert II av Savojen (1065–1103), greve av Savojen omkring 1080–1103.
- Humbert III av Savojen (1135–1189), greve av Savojen 1148–1189.
- Humbert V av Beaujeu (1198–1250), fransk militär.
- Humbert av Romans (död 1277), fransk kyrkoman.
- Humbert I av Viennois (1240–1307), dauphin av Viennois.
- Humbert II av Viennois (1312–1355), dauphin av Viennois.
- Humbert av Savojen (omkring 1318–1374), utomäktenskaplig son till greve Aymon av Savojen.
- Umberto I (1844–1900), kung av Italien 1878–1900 (ibland kallad Humbert I).
- Humbert Achamer-Pifrader (1900–1945), tysk jurist och SS-Oberführer.
- Umberto II (1904–1983), kung av Italien 1946 (ibland kallad Humbert II).
- Humbert Lundén (1882–1961), svensk seglare.

## Efternamn
- Agnès Humbert (1894–1963), fransk konsthistoriker.
- Albert Jenkins Humbert (1822–1877), brittisk arkitekt.
- Charles Humbert (1866–1927), fransk journalist och politiker.
- Christophe Humbert (född 1979), fransk judoka.
- Ferdinand Humbert (1842–1934), fransk konstnär.
- Georges Louis Humbert (1862–1921), fransk militär.
- Gustav Humbert (född 1950), tysk företagsledare.
- Humphrey Humbert, pseudonym för Umberto Lenzi (född 1931), italiensk regissör.
- Jean-Henri Humbert (1887–1967), fransk botaniker.
- Jean Humbert (1734–1749), nederländsk konstnär.
- Jean Emile Humbert (1771–1839), nederländsk militäringenjör.
- Jean Joseph Amable Humbert (1755–1823), fransk militär.
- Jules Humbert-Droz (1891–1971), schweizisk kommunistledare.
- Marie Georges Humbert (1859–1921), fransk matematiker.
- Nicole Humbert (född 1972), född Rieger, tysk stavhoppare.
- Pierre Humbert (född 1848, okänt dödsår), fransk arkitekt.
- Pierre Humbert (1891–1953), fransk matematiker.
- Thérèse Humbert (1856–1918), fransk bedragare; se också Humbertaffären.

## Fiktiva karaktärer
- Humbert Humbert, i romanen Lolita.
- Baron Humbert von Jechingen, kattfigur i Om du lyssnar noga and Neko no ongaeshi.
- PuffPuff Humbert, frontman i det virtuella bandet Your Favorite Martian.
- Graham Humbert, karaktär i Once Upon a Time.